# Freiburger Persönlichkeitsinventar
Das Freiburger Persönlichkeitsinventar (FPI) ist ein im deutschsprachigen Raum verbreiteter psychologischer Persönlichkeitstest. Der Persönlichkeitsfragebogen erfasst (inventarisiert) mehrere Eigenschaften. Das FPI wird vor allem in der Klinischen Psychologie und allgemein in der psychologischen Forschung eingesetzt. Es wurde am Psychologischen Institut der Albert-Ludwigs-Universität Freiburg von Jochen Fahrenberg, Rainer Hampel und Herbert Selg entwickelt.

## Testentwicklung
Die erste Version erschien 1970, bestehend aus vier Formen: FPI-G (Langfassung), FPI-A und FPI-B (parallele Halbfassungen), und FPI-K (Kurzfassung). 1984 erschien die aufgrund einer repräsentativen Erhebung in Westdeutschland vom Institut für Demoskopie Allensbach normierte und revidierte Fassung FPI-R (Langfassung, jetzt 138 Items). Eine Neunormierung erfolgte 1999 für Ost- und West-Deutschland auf Basis einer bevölkerungsrepräsentativen Stichprobe von N = 3.740 Personen.
Die Items des FPI-R werden für 10 Standardskalen ausgewertet sowie zwei Sekundärskalen Extraversion und Emotionalität, die in Anlehnung an Hans Jürgen Eysenck entwickelt wurden:
1. Lebenszufriedenheit
2. Soziale Orientierung
3. Leistungsorientierung
4. Gehemmtheit
5. Erregbarkeit
6. Aggressivität
7. Beanspruchung
8. Körperliche Beschwerden
9. Gesundheitssorgen
10. Offenheit
11. Extraversion
12. Emotionalität

Die Auswahl dieser Persönlichkeitseigenschaften ergab sich zunächst aus den eigenen Forschungsvorhaben der Autoren und dann aus der Absicht, einen bevölkerungsrepräsentativ konstruierten und normierten Test von allgemeinerem Interesse zu entwickeln. Der erste Schritt der Testkonstruktion war hypothetisch-deduktiv, um geeignete Items für die ausgewählten persönlichkeitstheoretischen Konzepte auszuarbeiten; im zweiten Schritt folgten, empirisch-induktiv und bevölkerungsrepräsentativ, die teststatistischen Analysen, um die Auswahl der Fragen durch Itemanalyse, Faktorenanalyse und Clusteranalyse zu unterstützen.
Für die 9., komplett überarbeitete Auflage wurden zur Qualitätskontrolle des FPI die Normierung und die Skalenkonstruktion in einer dritten bevölkerungsrepräsentativen Erhebung (N = 3.450) überprüft.
Die Skalenstruktur aus der vorausgegangenen Analyse im Jahr 1999 wurde prägnant bestätigt. Die Skalen repräsentieren markante Konzepte in den Selbstbeschreibungen der Durchschnittsbevölkerung mit befriedigender innerer Konsistenz (Reliabilität). Neu sind die Normwerte, die im Vergleich zu den Normierungen in den Jahren 1982 und 1999 aktualisiert sind. Dies war hauptsächlich für die jüngeren Altersgruppen notwendig. Die Unterschiede ergaben sich vor allem in den Bereichen Leistungsorientierung, Aggressivität, Extraversion und Emotionalität. Die aktualisierten Normen sind wie bisher nach Geschlecht und sieben Altersklassen gruppiert; zusätzlich wird für drei Skalen hinsichtlich des erreichten Schulabschlusses nach vier Bildungskategorien differenziert.

## Anwendung und Auswertung
Das FPI-R richtet sich an Jugendliche ab 16 Jahren und Erwachsene. Die 138 Fragen (Items) sind mit „stimmt“ bzw. „stimmt nicht“ zu beantworten. Die Bearbeitungsdauer beträgt zwischen 20 und 30 Minuten. Die Testantworten werden entweder durch Schablonen oder computerunterstützt (nach Dateneingabe am PC) ausgewertet. Anhand der Normen-Tabellen werden die Testergebnisse (Rohwerte) in standardisierte Skalenwerte (sog. Stanine-Werte) umgewandelt. Die individuellen Testergebnisse werden auf einem Auswertungsbogen als Testprofil dargestellt.

## Validitätshinweise
Die 9. Auflage des Manuals enthält zahlreiche neue empirische Belege für die empirische Gültigkeit (Validität) der Testwerte. Dazu gehören auch die Ergebnisse der aktuellen Repräsentativerhebung, denn diese erfasste außer sozioökonomischen Merkmalen auch Parteipräferenzen, politische und weltanschauliche Einstellungen, viele Indikatoren beruflicher und gesundheitlicher Belastung, aktuelle Ängste, und im Bereich Soziale Orientierung und Leistungsorientierung verhaltensnahe Zusatzfragen. Der innovative Ansatz, die Interviewer um Verhaltenseinstufungen der Befragten zu bitten, wurde weiter ausgebaut und ergab ebenfalls interessante Ergebnisse. Die empirische Validität der FPI-Testwerte ist u. a. durch die Korrelation mit anderen Selbst- und Fremdeinstufungen, mit objektiven Kriterien und mit Daten des ambulanten Assessments belegt. Die wichtigsten neueren Publikationen zur Gültigkeit des FPI wurden zusammengefasst. Zur separaten FPI-Dokumentation gehören die älteren Analysen und Validierungsergebnisse, zusätzliche Ergebnistabellen zur aktuellen Untersuchung und die Archivierung der Datensätze (PsychData des ZPID) open access für eventuelle Vergleichszwecke und Reanalysen.

## Anwendungsbereiche
Das FPI-R wurde als Persönlichkeitsinventar mit einer mittleren Bandbreite für verschiedene Aufgaben der psychologischen Diagnostik entwickelt, hat jedoch einen Anwendungsschwerpunkt in den Bereichen Psychosomatik, Psychotherapie, Rehabilitation, chronische Krankheiten und Gesundheitspsychologie. Zwei Bereiche wurden durch Skalenkonstruktionen und bevölkerungsrepräsentative Normierung weiter differenziert: die Freiburger Beschwerdenliste und der Fragebogen zur Lebenszufriedenheit. Für den Bereich Aggressivität existiert eine überarbeitete Kurzform (K-FAF) des von Hampel und Selg entwickelten Fragebogen zur Erfassung von Aggressivitätsfaktoren (FAF).